# Генкок (округ, Теннессі)
Шаблон:StateAbbr_ 36°32′ пн. ш. 83°13′ зх. д. / 36.53° пн. ш. 83.22° зх. д.
Округ  Генкок (англ. Hancock County) — округ (графство) у штаті  Теннессі, США. Ідентифікатор округу 47067.

## Історія
Округ утворений 1844 року.

## Демографія
За даними перепису 2000 року загальне населення округу становило 6786 осіб, усе сільське. Серед мешканців округу чоловіків було 3307, а жінок — 3479. В окрузі було 2769 домогосподарств, 1938 родин, які мешкали в 3280 будинках. Середній розмір родини становив 2,91.
Віковий розподіл населення поданий у таблиці:
| Стать    | До 15 років | 15-21 | 22-29 | 30-39 | 40-49 | 50-65 | 65-85 | Понад 85 |
| -------- | ----------- | ----- | ----- | ----- | ----- | ----- | ----- | -------- |
| Чоловіки | 621         | 359   | 303   | 460   | 537   | 588   | 405   | 34       |
| Жінки    | 637         | 321   | 311   | 454   | 498   | 631   | 546   | 81       |

## Суміжні округи
- Лі, Вірджинія — північ
- Скотт, Вірджинія — північний схід
- Гокінс — схід
- Ґрейнджер — південний захід
- Клейборн — захід

## Виноски
1. ↑  U.S. Decennial Census. United States Census Bureau. Архів оригіналу за 12 травня 2015. Процитовано 5 квітня 2015.
2. ↑  Historical Census Browser. University of Virginia Library. Архів оригіналу за 11 серпня 2012. Процитовано 5 квітня 2015.
3. ↑  Forstall, Richard L., ред. (27 березня 1995). Population of Counties by Decennial Census: 1900 to 1990. United States Census Bureau. Архів оригіналу за 21 лютого 2015. Процитовано 5 квітня 2015.
4. ↑  Census 2000 PHC-T-4. Ranking Tables for Counties: 1990 and 2000 (PDF). United States Census Bureau. 2 квітня 2001. Архів оригіналу (PDF) за 18 грудня 2014. Процитовано 5 квітня 2015.
5. ↑  State & County QuickFacts. United States Census Bureau. Архів оригіналу за 7 червня 2011. Процитовано 2 грудня 2013.(англ.) Наведено за англійською вікіпедією.
6. ↑  American FactFinder. Бюро перепису населення США. Архів оригіналу за 21 травня 2008. Процитовано 31 січня 2008.

| США | Це незавершена стаття з географії США. Ви можете допомогти проєкту, виправивши або дописавши її. |